# 小林啓一
小林 啓一（こばやし けいいち、1972年2月18日 - ）は、日本の映画監督。千葉県出身。明治大学政治経済学部卒業。

## 経歴
『ASAYAN』などのテレビ番組のディレクターを経て、ミュージックビデオ、CM、ビデオドラマ、ウェブドラマ等の作品を多数演出。2012年、『ももいろそらを』で長編映画デビュー。第24回東京国際映画祭日本映画・ある視点部門で最優秀作品賞を受賞し、世界最大のインディーズ映画祭であるサンダンス映画祭からは「日本映画の新鮮で革新的な監督の誕生」と絶賛された。その後、14カ国22の映画祭に招待され、第50回ヒホン国際映画祭（スペイン）では日本映画初のグランプリを受賞。第28回高崎映画祭 新進監督グランプリを受賞している。

## 作品

### 映画

#### 監督
- ももいろそらを（2012年（カラー版2020年）、太秦、コピアポアフィルム配給） - 兼脚本・撮影
- ぼんとリンちゃん（2014年、フルモテルモ、コピアポアフィルム配給） - 兼脚本・撮影
- 逆光の頃（2017年、SPOTTED PRODUCTIONS配給） - 兼脚本・撮影
- 殺さない彼と死なない彼女（2019年、KADOKAWA / ポニーキャニオン配給） - 兼脚本
- 恋は光（2022年、ハピネットファントム・スタジオ配給） - 兼脚本
- 新米記者トロッ子 私がやらねば誰がやる!（2024年、東映ビデオ / SPOTTED PRODUCTIONS配給）[5]
- お嬢と番犬くん（2025年、東宝配給）[6]

#### その他
- 光の帝国（2009年、ソニー株式会社配給） - 映像監督
- すべての風景の中にあなたがいます（2009年、ソニー株式会社配給） - 映像監督
- まん・なか You’re My Rock（2019年、オーピー映画配給） - 撮影
- オレとアニキと五人の女たち（2023年） - 脚本

### Vシネマ
- 秘密潜入捜査官 ハニー&バニー（2007年） - 監督
- 秘密潜入捜査官 ワイルドキャッツ in ストリップ ロワイアル（2008年、東映ビデオ配給） - 監督

### テレビドラマ
- 永遠の昨日（2022年10月 - 12月、MBS） - 監督・脚本
- マイストロベリーフィルム（2024年2月16日、MBS） - 脚本[7]（第1話）

### ミュージックビデオ
- ミニモニ。
  - ミニモニ。ジャンケンぴょん!（2001年）
  - ミニモニ。テレフォン! リンリンリン（2001年）
  - アイ〜ン体操（2002年）
  - アイ〜ン! ダンスの唄（2002年）
- 後藤真希
  - 手を握って歩きたい（2002年）
- メロン記念日
  - かわいい彼（2003年）
- DA PUMP
  - Night Walk（2003年）
  - Circle of Life（2003年）
  - GET ON THE DANCE FLOOR（2004年）
  - 胸焦がす...（2004年）
  - Like This（2005年）
  - Bright! our Future（2005年）
  - ALRIGHT!（2006年）
  - Christmas Night（2006年）
  - SUMMER RIDER（2009年）
- DREAMS COME TRUE
  - きみにしか聞こえない（2007年）
- 乃木坂46
  - ここにはないもの（2022年）

## 受賞歴
ももいろそらを
- 第24回東京国際映画祭 日本映画・ある視点部門 最優秀作品賞
- 第50回ヒホン国際映画祭 コンペティション部門 グランプリ
- 第28回高崎映画祭 新進監督グランプリ

ぼんとリンちゃん
- 第55回日本映画監督協会新人賞
- 第18回上海国際映画祭 アジアン・ニュー・タレントアワード 優秀撮影監督賞

殺さない彼と死なない彼女
- 第29回日本映画批評家大賞 新人監督賞

恋は光
- 第44回ヨコハマ映画祭 作品賞・監督賞